# پیپا فانل
پیپا فانل (انگلیسی: Pippa Funnell؛ زادهٔ ۷ اکتبر ۱۹۶۸) سوارکار اهل بریتانیا است.